# Scriptania michaelseni
Scriptania michaelseni là một loài bướm đêm trong họ Noctuidae.